# Országos Szórakoztatózenei Központ
A Kádár-korszak fokozatosan enyhülő állami kultúrpolitikáját az Aczél György nevéhez fűződő legendás Tűrt, Tiltott és Támogatott kategóriák határozták meg. Ebben a struktúrában az Országos Szórakoztatózenei Központ (rövidítve: OSZK) Magyarország első olyan intézményeként működött, ahol az előadó-művészeten belül professzionális szinten képeztek könnyűzenei énekeseket és zenészeket.  
A kurzus végén mindenkinek kategóriavizsgát kellett tennie, amely – elvileg – a szakértelmük alapján sorolta be őket. Az, hogy az énekes/zenész A, B, vagy C kategóriavizsgát tett, meghatározta a későbbi fellépései helyszíneit. 
A szervezetet a Magyar Zeneművészek és Táncművészek szakszervezete működtette annak 50 éves fennállása alatt.
Az OSZK-vizsgát 2006-ban törölték. A döntést azzal indokolták, hogy a szocializmus hagyatéka.